# Ћућетски рејон
Ћућетски рејон (рус. Тюхтетский район) је општински рејон у западном делу Краснојарске Покрајине, Руске Федерације.
Административни центар рејона је насеље Ћућет (рус. Тюхтет). 
Историја Ћућетског рејона је у великој мери повезана са историјом развоја Сибира. До XVII века на овој територији су доминирали староседелачка племена Сибира: Сибирски Татари и Чулимци. Након пада Сибирског каната, већина ових староседелаца, заједно са малобројним Телеутима, Селкупима и Кетима се у великој мери асимилована са Хакасима и придошлим Русима. Током XIX и XX века у овом рејону се повећава број досељених Руса, али заједно са њима досељавају и Украјинци, Белоруси, као и Латгали, Летонци, Немци и Калмици. У периоду 1941-1945 овај рејон је био место изгнанства многобројних осуђених лица.
Суседни рејони и области су:
- север: Јенисејски рејон
- исток: Бириљуски рејон
- југозапад: Бољшеулујски рејон
- југ: Боготолски рејон
- запад: Кемеровска и Томска област

Укупна површина рејона је 9.339 km².
Укупан број становника је 8.392 (2014)